# 新井 (中野區)
新井（日语：／ Arai */?）是東京都中野區的地名，現行行政地名為新井一丁目至新井五丁目。2013年10月1日為止的人口有17,602人。郵遞區號165-0026。

## 地理
位於中野區北部。東鄰上高田。南至早稻田通，接中野。北至妙正寺川，接沼袋。西鄰野方。町內主要為住宅區，步行10分鐘可達早稻田通的中野站。西部的新井三丁目、四丁目鄰近沼袋站。此外，西北部有平和之森公園（舊中野刑務所）。

## 歷史

### 地名由來
新井这一地名源于战国时代新挖掘的水井。该区域拥有中野区规模最大、东京都内著名的寺院——新井藥師（梅照院）。虽然西武新宿线上的新井药师前站因这座寺院得名，但实际上该车站位于仅一街之隔的相邻上高田地区，并不属于新井町范围内。

## 設施
- 新井藥師（梅照院）
- 藥師公園（鄰接梅照院）
- 平和之森公園
- 法務省矯正研修所東京支所
- 中野處理場
- 商工會館
- 中野區障害者福祉事業團
- 瑞穗銀行中野北口支店
- Kanro（カンロ）本社

## 備註
1. ↑  .   [2013-10-07]. （原始内容存档于2015-06-10）.
2. ↑  . www.city.tokyo-nakano.lg.jp.   [2025-04-04]. （原始内容存档于2025-03-28） （日语）.